# 阿塞基亞 (科羅拉多州)
阿塞基亞（英語：Acequia）是位於美國科羅拉多州道格拉斯縣的一個非建制地區。
Acequia為西班牙文，意指「渠道」或「運河」，故此地名很可能取自於附近之高線運河。

## 地理
阿塞基亞的座標為39°31′25″N 105°01′41″W / 39.52361°N 105.02806°W，而該地的平均海拔高度為1694米（即5558英尺）。